# Shahla Humbatova
Shahla Humbatova és advocada azerbaidjanesa pels drets humans des del 2013. Després de denunciar les condicions de vida dels interns de les presons, es va veure prohibida a exercir l'advocacia, fet que va comportar protestes internacionals. El 2020 va rebre el Premi Internacional Dona Coratge de mans del secretari d'Estat dels Estats Units, Mike Pompeo.

## Biografia
Va començar a exercir l'advocacia a l'Azerbaidjan el 2013, on els defensors de casos de drets humans es poden veure maltractats en línia i fins i tot rebutjats. És una de les dues dones que estan disposades a defensar aquests casos en la cultura conservadora del seu país. Ha atret crítiques i admiració per defensar clients LGBT. El seu exemple està animant altres a seguir-la.

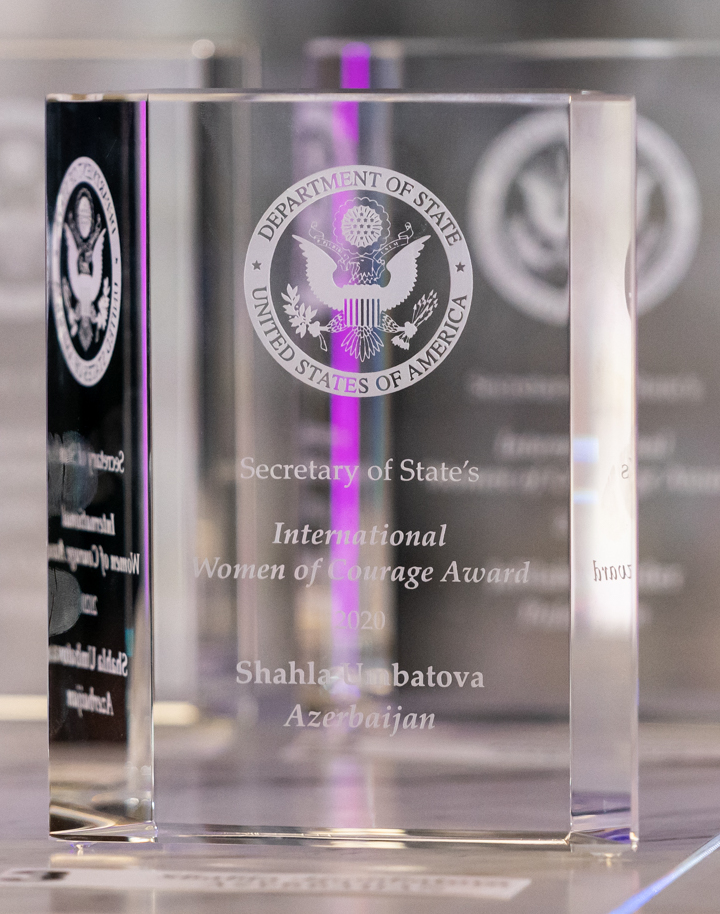
El seu Premi Internacional Dona Coratge

El 2019 va denunciar públicament les males condicions del pres polític i periodista Mehman Huseynov. Era el seu client i més tard va ser advertida pel servei penitenciari per difondre informació falsa i el Col·legi d'Advocats de l'Azerbaidjan va amenaçar el cas. Després d'això, la presó es va negar a permetre-li l'accés als seus clients. El col·legi d'advocats va atreure crítiques internacionals pel fet d'expulsar Humbarova. Entre els crítics hi havia l'International Bar Association i Lawyers for Lawyers. Es va demanar al col·legi d'advocats que es fes enrere atesa la naturalesa "arbitrària" dels seus càrrecs.
El 4 de març de 2020, el secretari d'Estat dels Estats Units li va atorgar el Premi Internacional Dona Coratge. L'ambaixador dels Estats Units, Earle D. Litzenberger, va retornar a Washington per donar-li suport mentre rebia el premi. Va ser la primera persona de l'Azerbaidjan en guanyar el premi. Després va afirmar que havia estat premiada als Estats Units pel mateix que havia estat castigada al seu propi país.